# کولادا
کولادا (به لاتین: Kulada) یک منطقهٔ مسکونی در روسیه است که در جمهوری آلتای واقع شده‌است.